# 托马·厄泰尔
托马·达维德·厄泰尔（1989年4月10日—）為法國男子籃球運動員，場上位置是控球後衛，現效力於西班牙篮球甲级联赛科魯尼亞。他參加了2013年歐錦賽和2014年籃球世界杯。

## 職業生涯
2024年9月19日，中国男子篮球职业联赛深圳新世纪宣布與厄泰尔完成簽約。11月15日，深圳新世纪取消註冊厄泰尔。
2025年1月10日，西班牙篮球甲级联赛科魯尼亞與厄泰尔簽約。

## 外部連結
- 托马·厄泰尔在fiba.basketball（英语）
- 托马·厄泰尔在archive.fiba.com（存檔）（英语）
- 托马·厄泰尔在歐洲籃球聯賽官網（英语）
- 托马·厄泰尔在西班牙篮球甲级联赛官網（球員）（西班牙语）
- 托马·厄泰尔在TBLStat.net（英语）
- 托马·厄泰尔在VTB聯賽官網（英语）
- 托马·厄泰尔在俄羅斯籃球協會官網（俄语）
- 托马·厄泰尔在法國籃球甲級聯賽官網（法语）
- 托马·厄泰尔在中国男子篮球职业联赛官網
- 托马·厄泰尔在Basketball-Reference.com（國際）（英语）
- 托马·厄泰尔在Eurobasket.com（球員）（英语）
- 托马·厄泰尔在Proballers（英语）
- 托马·厄泰尔在RealGM（英语）
- 托马·厄泰尔在中国篮球数据库
- 托马·厄泰尔在Olympics.com（英语）
- 托马·厄泰尔在Olympedia（英语）
- 托马·厄泰尔在French Olympic and Sports Committee (archived)（法语）
- 托马·厄泰尔在Team France（法语）
- 托马·厄泰尔在Flashscore（英语）